# Gyeongan-dong
Gyeongan-dong (koreanska: 경안동) är en stadsdel i kommunen Gwangju i provinsen Gyeonggi i den norra delen av Sydkorea, 28 km öster om huvudstaden Seoul.